# Eugrapta venusta
Eugrapta venusta là một loài bướm đêm trong họ Noctuidae.